# Blocco Centrale
Il Blocco Centrale (in portoghese: Bloco Central) è la designazione dell'alleanza politica creata in Portogallo tra PS e PSD, i principali partiti (dall'inizio della Terza Repubblica, i più votati) nello spettro politico nazionale e situati nel suo centro. Il 25 aprile 1983 il CDS ha visto diminuire il suo voto di oltre 160.000 voti rispetto al 1976. Il PS vittorioso ha deciso di formare la coalizione del "blocco centrale" con il PSD, lasciando il CDS in quella che chiamava "opposizione costruttiva".

## Governo del Blocco Centrale
Il IX Governo Costituzionale del Portogallo è entrato in carica il 9 giugno 1983, essendo stato formato attraverso un accordo parlamentare tra il Partito Socialista e il Partito Social Democratico, basato sui risultati delle elezioni legislative portoghesi del 1983, tenutesi il 25 aprile. Terminò il suo mandato il 6 novembre 1985, in seguito a disaccordi tra le parti che lo sostenevano.